# أوتو فانك
أوتو فانك (بالإنجليزية: Otto Funk)‏ هو ملحن أمريكي، ولد في 6 أكتوبر 1868، وتوفي في 6 فبراير 1934.